# خاراگ
خاراگ (به لاتین: Kharag) یک منطقهٔ مسکونی در روسیه است که در داغستان واقع شده‌است.